# 万寿宝塔
30°19′03″N 112°13′29″E / 30.31750°N 112.22472°E
万寿宝塔位于中国湖北省荆州市沙市区西南部荆江大堤观音矶头上，为明代楼阁式砖塔，2006年被列为第六批全国重点文物保护单位。
明嘉靖二十七年（1548年），辽王朱宪遵嫡母毛太妃之命为皇帝祈寿而建万寿宝塔，历时四年竣工。清道光五年（1825年）以铁箍加固外壁。1952年加高荆江大堤后，宝塔底层没入大堤地面下。塔为八角七层楼阁式砖石塔，高40.46米。塔基为石质须弥座，高1.14米，边长5.9米。塔身中空，内有石质旋梯通往顶层。塔门均南向。
- 观音矶全景，远处为荆州长江大桥
- 万寿园大门
- 宝塔全景

## 文物保护情况
1956年11月15日，以“万寿宝塔”的名义被湖北省人民委员会列为第一批湖北省文物保护单位；2006年5月25日，以“荆州万寿宝塔”的名义被中华人民共和国国务院列为第六批全国重点文物保护单位。
其作为文物的保护范围为：荆州万寿宝塔及周围一定范围。四至：东至人链文化石前花园绿化带，西面至宝塔湾，南至长江边，北至荆堤公路北缘。
其作为文物的建设控制地带为：东至长江沙市水文观测台，西至马王庙碑，南至长江边，北至荆州市长江河道管理局办公大楼。